# Loyd King
Loyd Harold King (Asheville, 29 maggio 1949) è un ex cestista e allenatore di pallacanestro statunitense, professionista nella ABA e in Francia.

## Carriera
Venne selezionato dai Milwaukee Bucks al quindicesimo giro del Draft NBA 1971 (224ª scelta assoluta).

## Palmarès

### Giocatore
- Campionato francese: 1

Le Mans: 1977-78